# Baviera
La Baviera, ufficialmente Stato libero di Baviera (in tedesco Bayern o Freistaat Bayern; in bavarese Boarn o Freistoot Boarn), è uno dei 16 Stati federati (Bundesländer) della Germania. Con circa 13,08 milioni di abitanti e con una superficie di 70541,57 km², la Baviera è lo stato tedesco più esteso e il secondo per popolazione, dopo la Renania Settentrionale-Vestfalia. La capitale, nonché città principale è Monaco di Baviera, che con i suoi 1,5 milioni di abitanti, è la terza in Germania per popolazione.

## Geografia fisica

### Orografia
La Baviera comprende:
- le Alpi bavaresi a sud;
- le Prealpi fino al Danubio con tre grandi laghi dell'Alta Baviera;
- i monti Mittelgebirge nella Baviera orientale;
- le zone collinari del Giura di Svevia (Schwäbische Alb) e del Giura di Franconia (Fränkische Alb).

Il punto più basso si trova a un'altezza di 107 m s.l.m. a Kahl am Main nel distretto della Bassa Franconia, il più alto è la vetta dello Zugspitze, 2962 m s.l.m. sul gruppo montuoso del Wetterstein, nelle Alpi Calcaree Nordtirolesi, che è anche la vetta più alta di tutta la Germania.

### Idrografia
Il fiume principale è il Danubio, che entra in Austria a Passavia. I suoi principali affluenti sono:
- sulla destra orografica Iller, Lech, Isar e Inn, tutti provenienti dalle Alpi; nonostante siano affluenti, l'Inn e il Lech alla confluenza con il Danubio hanno una portata maggiore di quest'ultimo;
- sulla sinistra orografica Wörnitz, Altmühl, Naab e Regen.

Gran parte dei fiumi della Franconia confluiscono, attraverso il Meno e i suoi affluenti Regnitz e Tauber da sinistra e la Saale di Franconia sulla destra, nel Reno. Nella parte nordorientale della Franconia Superiore nascono gli affluenti dell'Elba: la Saale e l'Eger.

### Clima

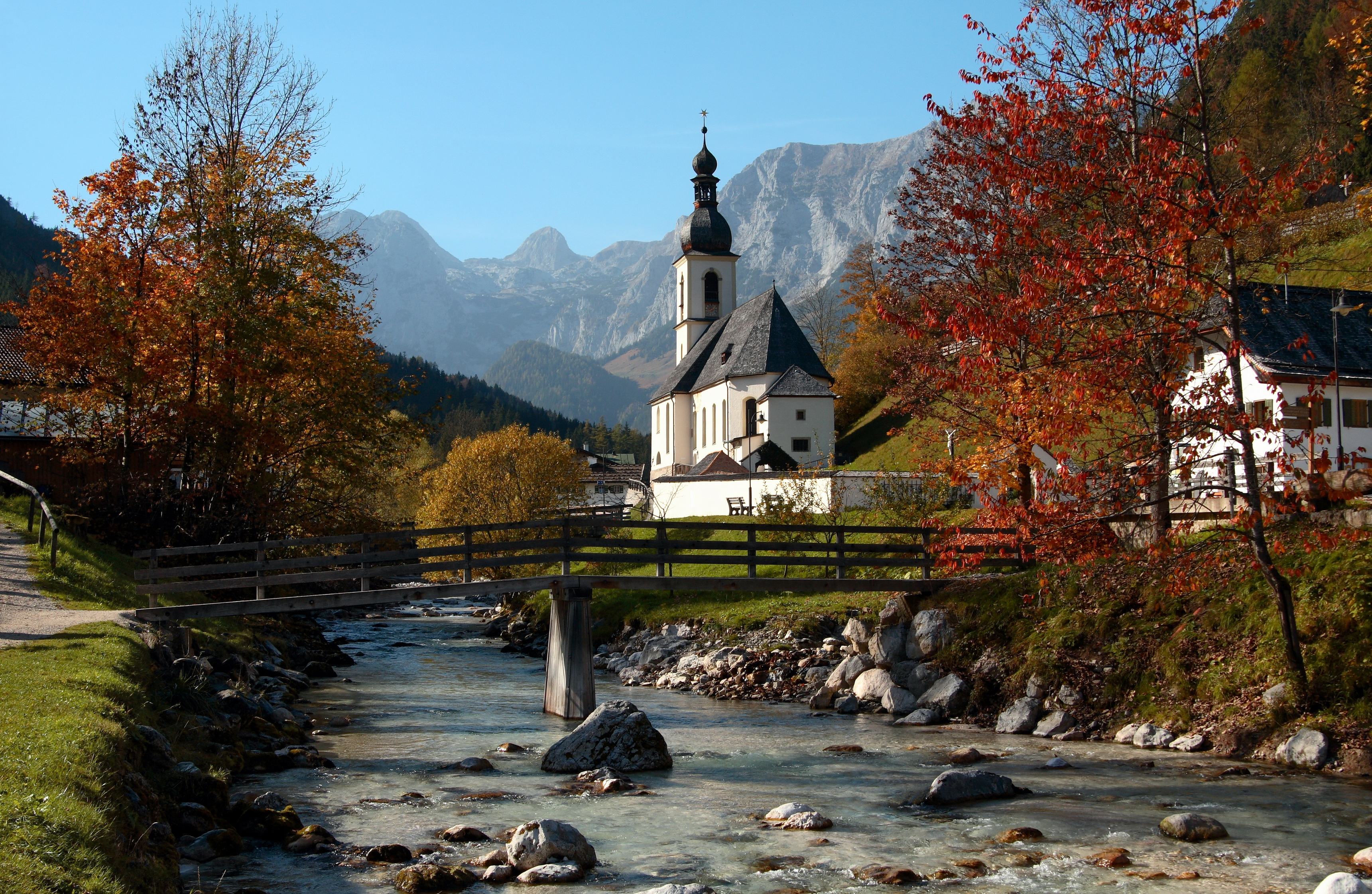
Panorama delle Alpi bavaresi: Ramsau bei Berchtesgaden, sullo sfondo le Reiteralpe.

Il clima è sostanzialmente continentale. Per circa 100 giorni l'anno le temperature sono sotto gli zero gradi e i venti dell'est portano mediamente circa 700 mm di pioggia, mentre nella parte settentrionale delle Alpi le precipitazioni locali raggiungono 1800 mm l'anno. La media annuale delle ore di sole varia da 1 600 a 1 900.

### Confini

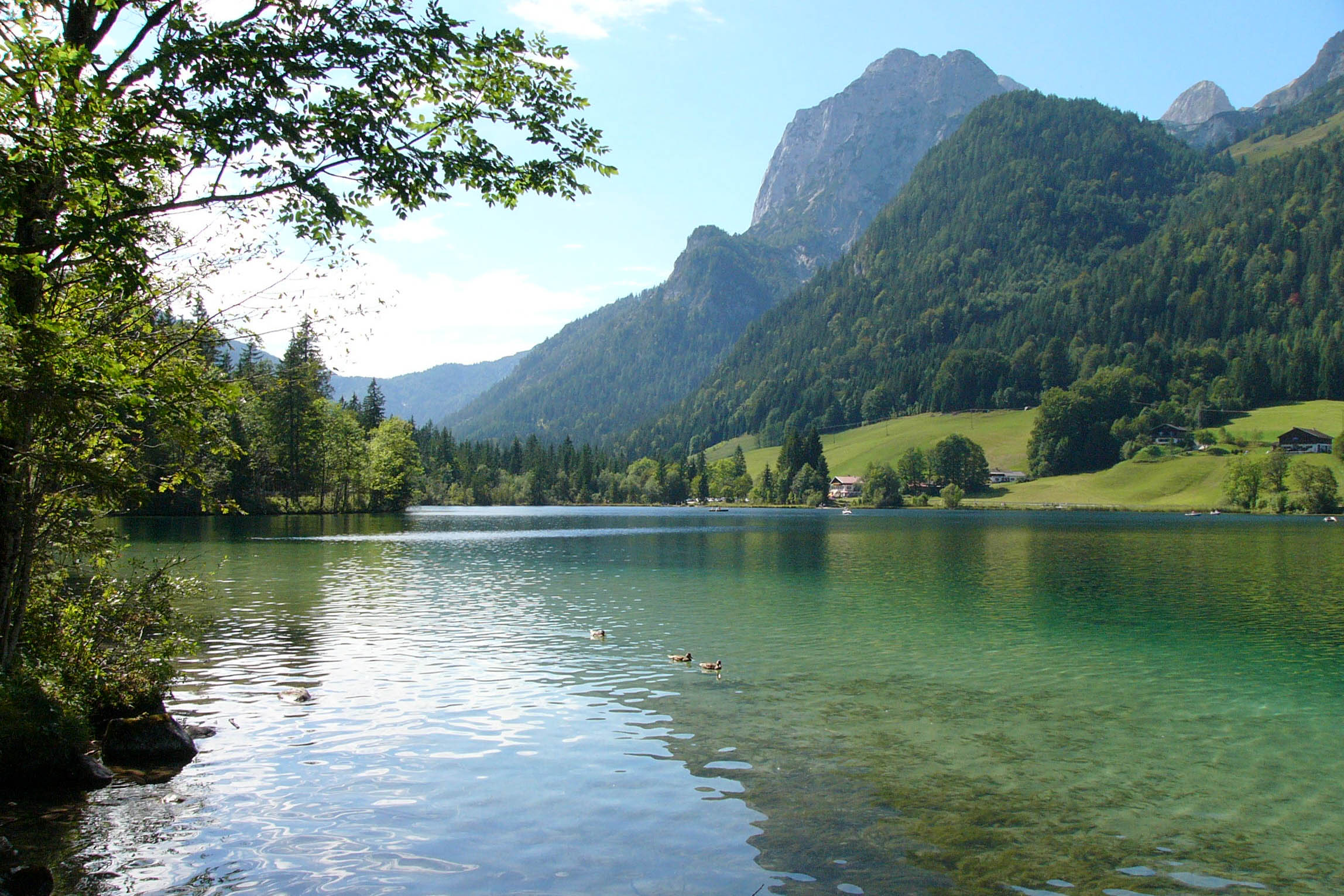
L'Hintersee

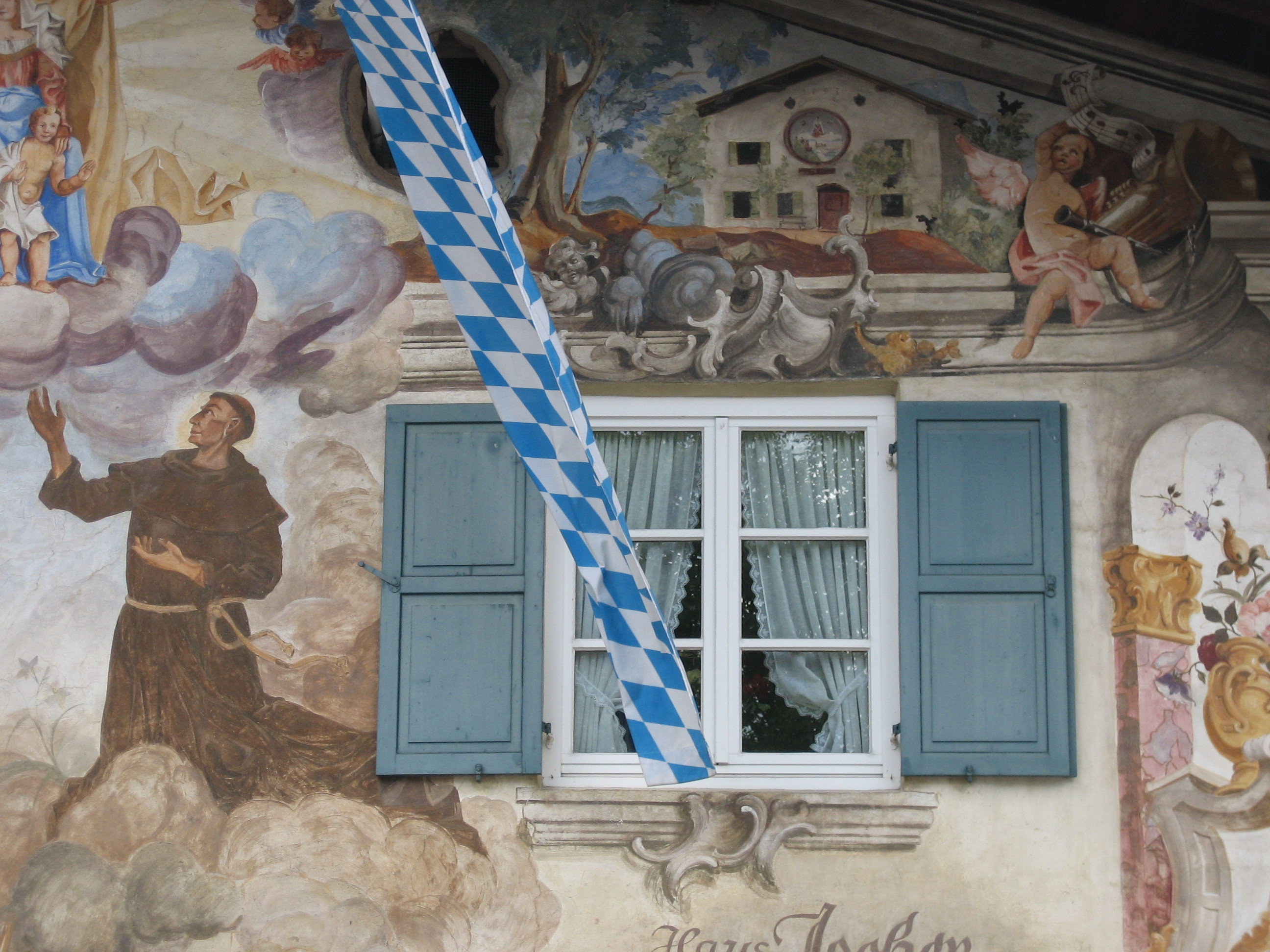
Tipica casa dipinta con bandiera bavarese a Garmisch-Partenkirchen

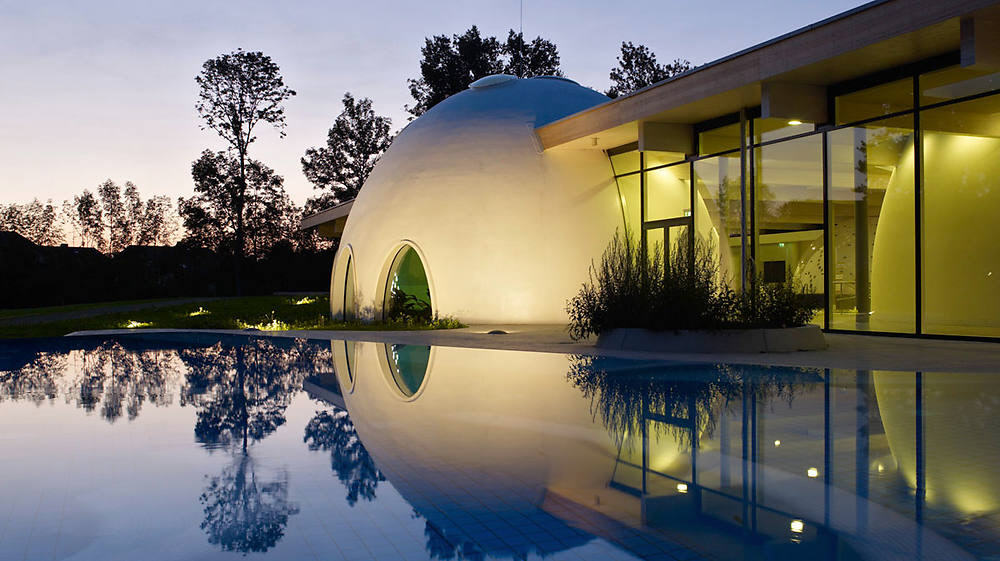
Le terme di Bad Aibling sono un gioiello architettonico.

La Baviera confina con l'Austria (Länder Vorarlberg, Tirolo, Salisburghese e Alta Austria) a sud, con la Repubblica Ceca (Boemia Meridionale, Regione di Plzeň e Regione di Karlovy Vary, in tedesco Karlsbad) a est. I Bundesländer (stati federati) confinanti sono Baden-Württemberg a ovest, Assia a nord-ovest, Turingia a nord e Sassonia a nord-est.

### Città principali
Le principali città sono Monaco di Baviera, Norimberga, Augusta, Würzburg, Bamberga, Ingolstadt, Ratisbona, Fürth ed Erlangen.

## Storia
Prima popolata dai Celti, fu poi parte dell'Impero romano con la fondazione di importanti città come Augusta, Ratisbona e Passavia (in tedesco Passau). Poi fu invasa dalle tribù teutoniche che oltrepassarono il limes (il confine romano) a nord, portando lingua e cultura germanica. La tribù germanica dei Baiuvari (gli uomini scesi dalla Boemia) diede il nome alla regione.
La famiglia Wittelsbach, chiamata dall'imperatore Federico Barbarossa, governò la Baviera dal 1180 al 1918.
Nel Cinquecento la Baviera divenne la roccaforte del mondo cattolico oltre le Alpi. Da Roma vi furono inviati migliaia di gesuiti.
Il duca Massimiliano capeggiò la Lega cattolica tedesca in una guerra contro i protestanti che durò per trent'anni (1618-1648) e che non fu vinta da nessuno. Gli svedesi sotto la guida di re Gustavo Adolfo II saccheggiarono la Baviera.
Dal 1632 i duchi Wittelsbach ottennero il titolo di principi elettori e come tali poterono fare politica a livello europeo. Massimiliano Emanuele II si fece un grande nome liberando Vienna, Belgrado e Budapest dai turchi, e suo figlio Carlo Alberto venne eletto imperatore del Sacro Romano Impero germanico, titolo che gli fu conteso da Maria Teresa d'Austria. Dato che Massimiliano III non lasciò eredi, la dinastia dei Wittelsbach bavaresi si estinse e venne chiamato a governare il paese il ramo dei Wittelsbach palatini della Renania, dai quali discendono i Wittelsbach odierni.
Nel 1810, con la caduta del Sacro Romano Impero della nazione germanica, la Baviera divenne regno grazie a Napoleone Bonaparte e la Franconia fu integrata nel regno bavarese. Massimiliano Giuseppe, il primo re, proclamò l'uguaglianza delle fedi religiose. Da allora cattolici, protestanti ed ebrei poterono stabilirsi ovunque. Ludovico I appoggiò i greci nella loro guerra di liberazione e suo figlio Ottone divenne il primo re di Grecia. Ludovico II divenne famoso grazie alla costruzione di castelli fiabeschi. Sotto Bismarck la Baviera fu Stato satellite della Prussia, ma conservò la propria famiglia reale e il proprio apparato statale. Nel novembre del 1918 scoppiò una rivoluzione e Karl Liebknecht proclamò la repubblica (Freistaat, "Stato libero"): la Baviera divenne uno Stato socialista. Nel 1919 la Baviera entrò a far parte della Repubblica di Weimar.
Originario dell'Austria, Hitler prese la residenza a Monaco. Nel 1919, sempre a Monaco, si unì a quello che sarebbe divenuto famoso come Partito Nazionalsocialista Tedesco dei Lavoratori. Nel 1923 fallì il suo tentativo di colpo di Stato. Nel 1933 la Baviera divenne parte del Terzo Reich. Nel 1945 entrò a far parte del settore statunitense post-seconda guerra mondiale. Nel 1946 la Baviera perse la regione del Palatinato, che entrò a far parte del nuovo Stato della Renania-Palatinato. Nel 1948 divenne un Bundesland tedesco.

## Politica
La Baviera ha un Landtag ("parlamento") unicamerale, eletto con suffragio universale. Fino al dicembre 1999 esisteva anche un Senat ("Senato"), i cui membri erano scelti da gruppi economici e sociali della Baviera, ma a seguito di un referendum del 1998 questa istituzione venne abolita. Il capo del governo è il Ministerpräsident - Presidente dei ministri - Markus Söder.
Dal 1949 la Baviera dispone di una rappresentanza permanente presso la federazione. Fino al 1999 essa si trovava nel quartiere di Gronau della città di Bonn, capitale della Germania Ovest. Dopo la riunificazione tedesca essa si è trasferita a Berlino presso un edificio dedicato nel quartiere di Mitte.

## Amministrazione
La Baviera è suddivisa in 71 circondari (Landkreise) e 25 città extracircondariali (Kreisfreie Städte):
1. Aichach-Friedberg
2. Altötting
3. Amberg-Sulzbach
4. Ansbach
5. Aschaffenburg
6. Augusta
7. Bad Kissingen
8. Bad Tölz-Wolfratshausen
9. Bamberga
10. Bayreuth
11. Berchtesgadener Land
12. Cham
13. Coburgo
14. Dachau
15. Deggendorf
16. Dillingen
17. Dingolfing-Landau
18. Danubio-Ries
19. Ebersberg
20. Eichstätt
21. Erding
22. Erlangen-Höchstadt
23. Forchheim
24. Frisinga
25. Freyung-Grafenau
26. Fürstenfeldbruck
27. Fürth
28. Garmisch-Partenkirchen
29. Günzburg
30. Haßberge
31. Hof
32. Kelheim
33. Kitzingen
34. Kronach
35. Kulmbach
36. Landsberg am Lech
37. Landshut
38. Lichtenfels
39. Lindau
40. Meno-Spessart
41. Miesbach
42. Miltenberg
43. Mühldorf
44. Monaco (München)
45. Neuburg-Schrobenhausen
46. Neumarkt

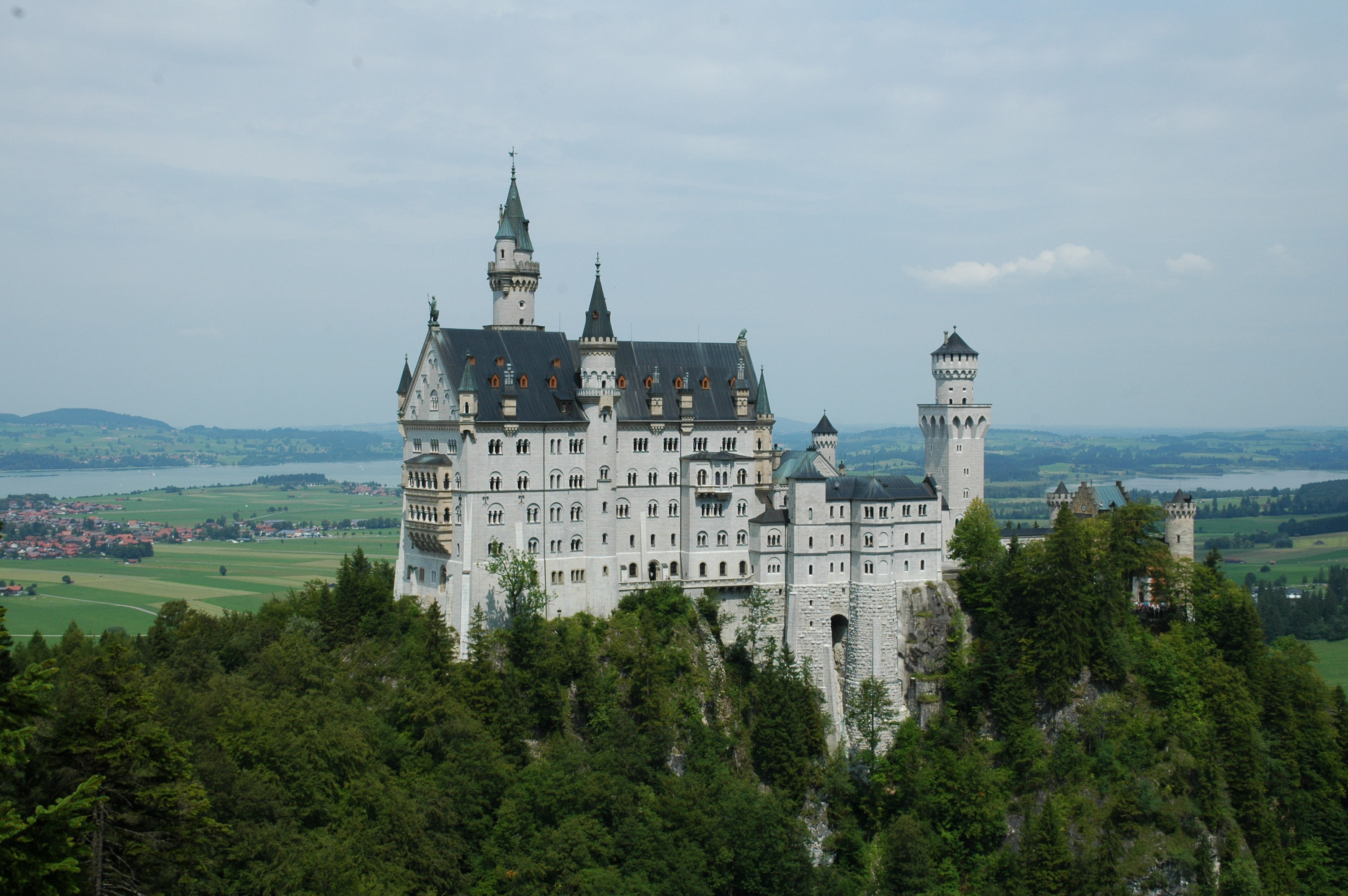
Il Castello di Neuschwanstein a Schwangau

47. Neustadt an der Aisch-Bad Windsheim
48. Neustadt an der Waldnaab
49. Nuova-Ulma
50. Nürnberger Land
51. Alta Algovia
52. Algovia Orientale
53. Passavia
54. Pfaffenhofen an der Ilm
55. Regen
56. Ratisbona
57. Rhön-Grabfeld
58. Rosenheim
59. Roth
60. Rottal-Inn
61. Schwandorf
62. Schweinfurt
63. Starnberg
64. Straubing-Bogen
65. Tirschenreuth
66. Traunstein
67. Bassa Algovia
68. Weilheim-Schongau
69. Weißenburg-Gunzenhausen
70. Wunsiedel im Fichtelgebirge
71. Würzburg

Inoltre, la Baviera comprende 25 città extracircondariali, che non appartengono ad alcun circondario:
1. Amberg
2. Ansbach
3. Aschaffenburg
4. Augusta
5. Bamberga
6. Bayreuth
7. Coburgo
8. Erlangen
9. Fürth
10. Hof
11. Ingolstadt
12. Kaufbeuren
13. Kempten (Allgäu)
14. Landshut
15. Memmingen
16. Monaco di Baviera
17. Norimberga
18. Passavia
19. Ratisbona
20. Rosenheim
21. Schwabach
22. Schweinfurt
23. Straubing
24. Weiden i.d.OPf.
25. Würzburg

I circondari e le città extracircondariali sono raggruppati in sette distretti governativi (Regierungsbezirke):

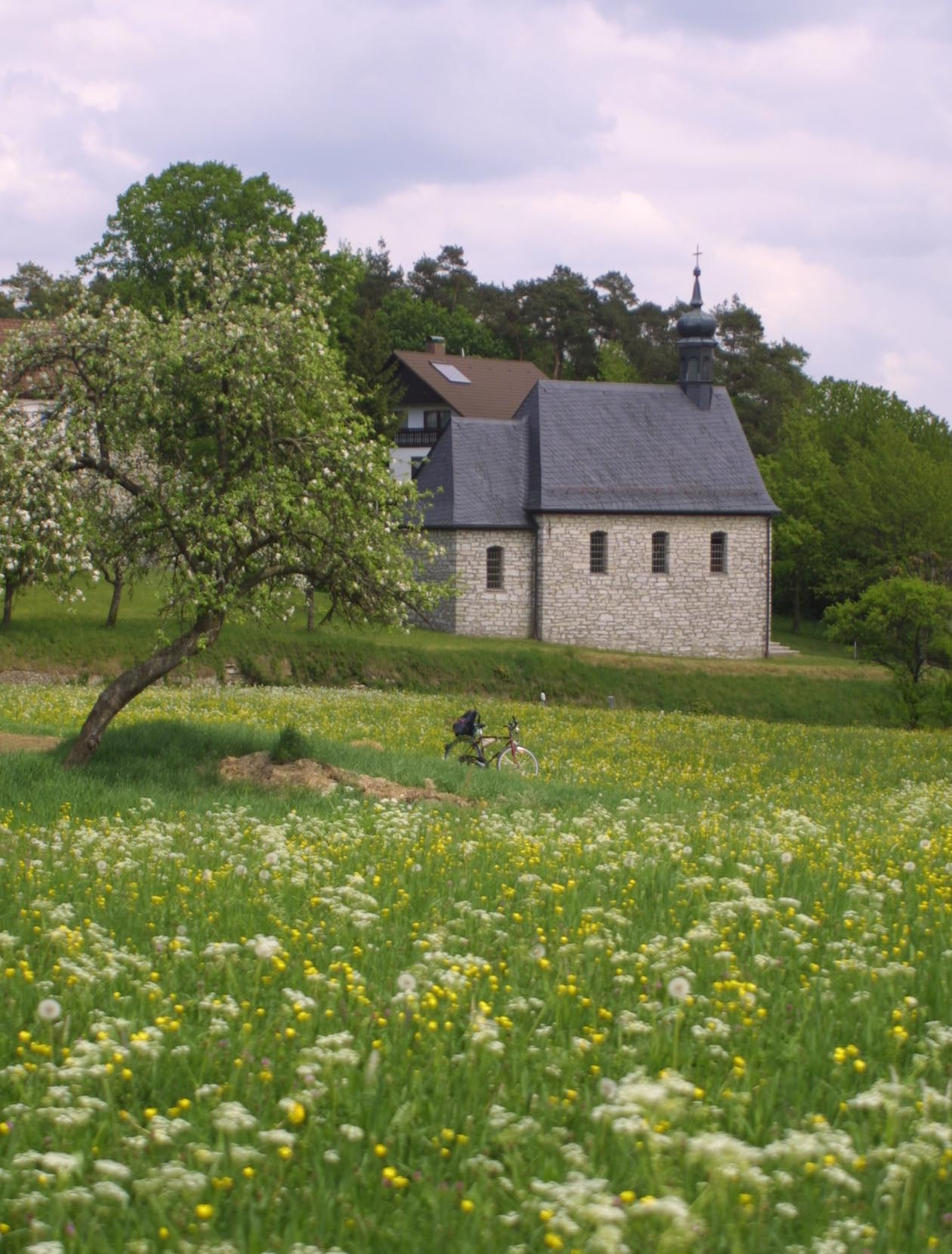
Alta Franconia

- Bassa Franconia (Unterfranken) (Würzburg)
- Alta Franconia (Oberfranken) (Bayreuth)
- Media Franconia (Mittelfranken) (Ansbach)
- Svevia (Schwaben) (Augusta)
- Alto Palatinato (Oberpfalz) (Ratisbona)
- Alta Baviera (Oberbayern) (Monaco di Baviera)
- Bassa Baviera (Niederbayern) (Landshut).

La cultura e l'accento del linguaggio differiscono leggermente da luogo a luogo.

## Economia
La Baviera è il secondo land tedesco per contributo all'economia, e il reddito pro capite supera del 36 per cento la media europea. I settori di punta sono il terziario (banche, assicurazioni, turismo, intrattenimento) e l'industria (automobili, motociclette, elettronica di consumo e strumentale, microelettronica, chimica fine, abbigliamento). L'agricoltura è la più importante della Repubblica Federale. La Baviera ospita i quartieri generali di grandi gruppi come Audi (divisione della Volkswagen), BMW, Siemens, Allianz, Munich Re, Adidas, Puma.

## Religione

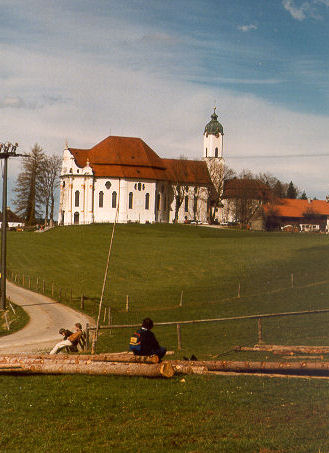
Wieskirche presso Steingaden nella Baviera meridionale

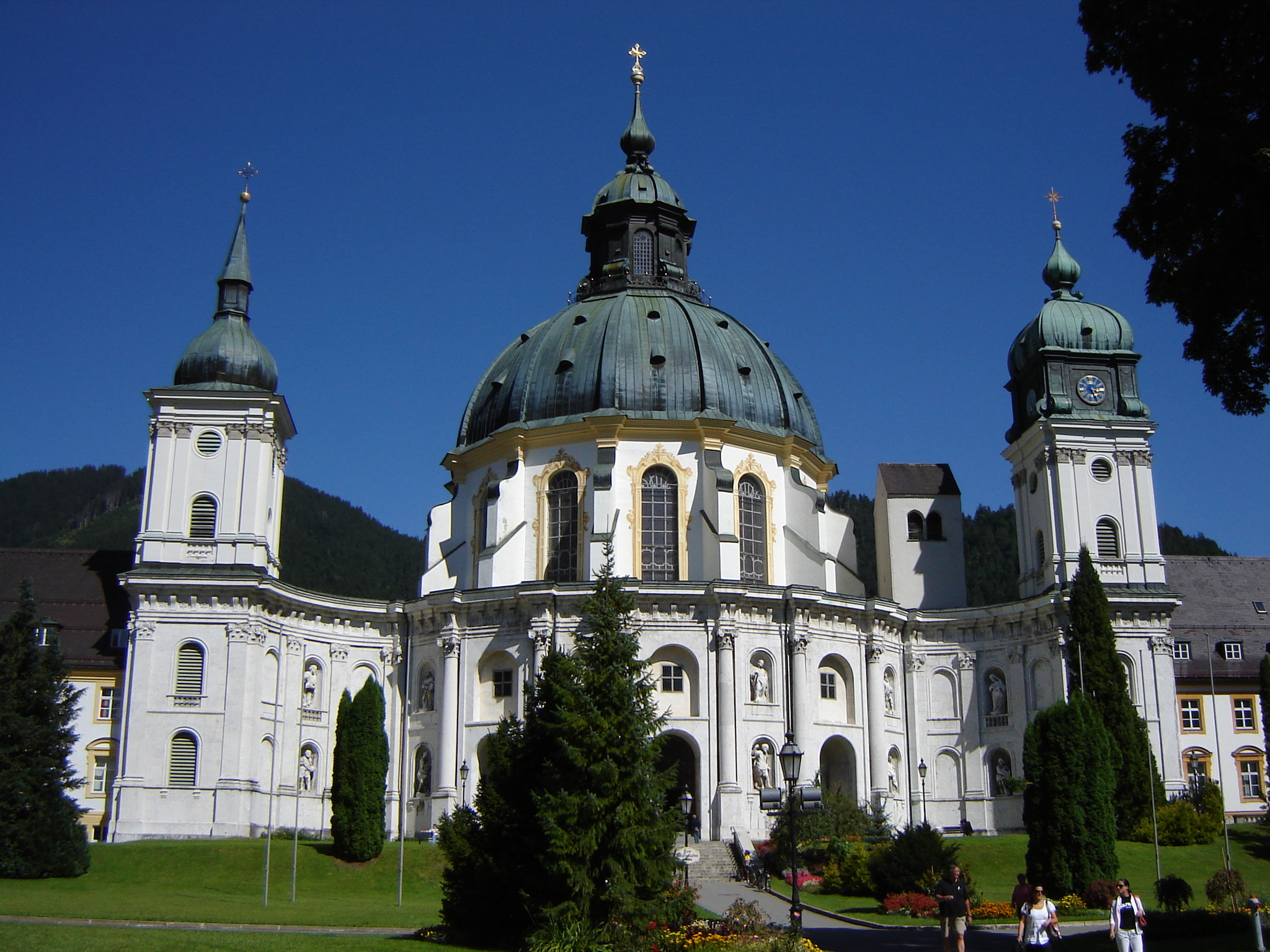
Monastero di Ettal nell'omonimo paese, nella Baviera meridionale

È uno stato a maggioranza cattolica, con un forte legame alle tradizioni religiose. In alcune zone della Franconia prevalgono i protestanti della Chiesa evangelica, perché gli Hohenzollern si erano convertiti al protestantesimo (la linea di Franconia con le sue principali città di Ansbach e Bayreuth).
Il numero dei cattolici e dei protestanti negli ultimi anni è in realtà diminuito, come negli altri stati tedeschi. Circa 40 000 sono i membri di Vita Universale con sede a Würzburg.
Comuni abitati da persone di religione ebraica si potevano trovare fino al XIX secolo, soprattutto in Franconia e Svevia oltre che in città libere come Norimberga, Rothenburg, Augusta e Ratisbona. Nell'antico ducato di Baviera le comunità ebraiche erano piccole. Con il re Massimiliano Giuseppe che promosse una profonda liberalizzazione culturale, la vita culturale ebraica fiorì in tutta la Baviera, ma in seguito fu spenta dalla dittatura nazionalsocialista. Il numero degli ebrei in Baviera è in continua crescita grazie all'immigrazione dall'ex-Unione Sovietica. Il 9 novembre 2006 (data scelta per ricordare la "notte dei cristalli" del 1938) a Monaco è stata riaperta una grande sinagoga in pieno centro.
Molte sono le comunità islamiche, animate soprattutto dalla presenza di turchi e di molti profughi iracheni.

### Appartenenza religiosa
|                          | 1840 * | 1900 * | 1933 * | 1950  | 1970  | 2004  |
| Cattolici                | 71,1%  | 70,5%  | 70,0%  | 71,9% | 70,4% | 57,8% |
| Evangelici               | 27,4%  | 28,3%  | 28,7%  | 26,5% | 25,2% | 21,8% |
| Musulmani                | -      | -      | -      | -     | 0,9%  | 2,2%  |
| Ebrei                    | 1,4%   | 0,9%   | 0,5%   | 0,1%  | 0,1%  | 0,1%  |
| altre confessioni e atei | 0,1%   | 0,3%   | 0,8%   | 1,5%  | 3,4%  | 18,1% |

*Compreso il Palatinato

## Cultura
Il famoso festival annuale dell'Oktoberfest è il più grande festival pubblico del mondo, che si celebra fin dal 1810 nelle ultime due settimane di settembre e gli inizi di ottobre. Si festeggia in ricorrenza del matrimonio del re Ludovico I con la principessa sassone Theresa.

## Inno
L'inno ufficiale del Land è il Bayernhymne.